# Maladie hémorragique épizootique
La maladie hémorragique épizootique (abrégée fréquemment en MHE) est une maladie touchant principalement le cerf de Virginie (Odocoileus virginianu) ainsi que d'autres ruminants, sauvages comme domestiques, causée par une infection à un virus du genre Orbivirus, le virus de la maladie hémorragique épizootique (EHDV, Epizootic Hemorrhagic Disease Virus),. Ce virus provoque des hémorragies importantes, parfois mortelles. Il est transmis par de petits diptères du genre des culicoïdes.
Les foyers existant chez les ruminants sauvages peuvent entraîner une contamination du bétail et ainsi menacer le secteur de l'élevage. Des foyers de MHE ont été signalés chez des bovins, bien qu'ils ne développent la maladie ou n'en meurent que rarement. Les moutons peuvent développer des signes cliniques, mais c'est également rare. Le virus de la fièvre catarrhale ovine est étroitement apparenté à l’EHDV et provoque des signes cliniques similaires, mais il s’agit d’une maladie différente. La fièvre catarrhale est une maladie grave chez les bovins, ainsi que chez d'autres ruminants : des tests sont nécessaires pour faire la distinction entre les virus responsables de la fièvre catarrhale et de la MHE.
La MHE a été trouvée chez certains ruminants domestiques et de nombreuses espèces de cerfs, notamment le cerf de Virginie, le cerf mulet, le wapiti et l'antilope d'Amérique. Des cerfs à queue noire, des daims, des cerfs élaphes, des wapiti et des chevreuils séropositifs ont également été trouvés, ce qui signifie qu'ils ont été exposés à la maladie à un moment donné dans le passé mais qu'ils ne sont peut-être pas impliqués dans la transmission.

## Historique
Chez le cerf en Amérique du Nord, une importante mortalité vers 1890, autrefois attribuée à d'autres agents pathogènes, serait aujourd'hui attribuable à la maladie hémorragique épizootique. La première apparition et l'identification ultérieure de la MHE a lieu en 1955, lorsque plusieurs centaines de cerfs de Virginie (Odocoileus virginianus) succombent dans le New Jersey et dans le Michigan, aux États-Unis. Elle est alors considérée comme une nouvelle maladie des cervidés et le nom de « maladie hémorragique épizootique » est suggéré pour décrire ses principales caractéristiques cliniques et pathologiques.
Dans le bassin méditerranéen, le virus de la MHE (le EHDV) est isolé en 2006 et 2007 en Turquie et dans le Maghreb. Il est détecté en Europe à la fin de l'année 2022, en octobre en Sicile (Italie) et en novembre en Andalousie (Espagne). En septembre 2023, le sérotype 8 est découvert dans le sud-ouest de la France.

## Distribution géographique
L'EHDV a été isolé en Amérique du Nord et du Sud, en Afrique, en Asie, au Moyen-Orient et en Océanie. À ce jour, il est enzootique dans certaines régions d'Amérique du Nord, en Australie et dans certains pays d'Asie et d'Afrique. Sa distribution serait en extension car le réchauffement climatique offre de meilleures conditions de vie pour le vecteur de la maladie (les culicoïdes), mais également par le développement des échanges commerciaux et des voyages de longue distance.
À ce jour, sept sérotypes de l'EHDV ont été identifiés (de 1 à 2 et de 4 à 8). Parmi ceux-ci, les EHDV-1, 2 et 6 ont été détectés en Amérique du Nord. En Australie, six des sept sérotypes (EHDV-1, -2, -5, -6, -7 et -8) ont été détectés. Au niveau mondial, la présence de l'EHDV a été notée au Japon (sérotypes 2 et 7, et sérotypes 5 et 6 récemment isolés à partir d'insectes vecteurs Culicoides), en Chine (sérotypes 1, 5, 6, 7 et 8), au Maroc (sérotype 6), en Algérie (sérotype 6), en Libye (sérotype 6), en Turquie (sérotypes 7 et 8), en Tunisie (sérotypes 6 et 8), en Égypte (sérotype 1), à Oman (sérotypes 2 et 6), au Soudan (sérotypes 5 et 6), au Nigeria (sérotypes 1 et 4), à Mayotte (sérotype 6), en Guyane française (sérotypes 6 et 7), en Équateur (sérotype 1), à Trinidad (sérotype 6), en Israël (sérotypes 1, 6 et 7), en Italie, Espagne et France (sérotype 8). La détection du génome ou des preuves sérologiques indiquent également la présence de l'EHDV (de sérotype inconnu) en Indonésie, à Taïwan, au Zimbabwe, au Kenya, au Kazakhstan et au Brésil.

## Transmission
La transmission de la MHE se produit lorsqu’un hôte est piqué par un diptère porteur du virus. De nombreuses espèces différentes de culicoïdes peuvent être porteuses de ce virus, mais le vecteur le plus courant serait Culicoides variipennis. La MHE ne peut être transmise que par un vecteur, ce qui signifie qu’elle ne peut pas être transmise d’un animal à l’autre, mais uniquement par la piqûre initiale d’un vecteur. Habituellement, les épizooties de MHE se reproduisent dans une même zone, principalement pendant les périodes de sécheresse saisonnière. Les épizooties entraînent généralement une mortalité importante, et des épizooties plus petites et plus isolées sont fréquentes.
Les larves de culicoïdes éclosent et vivent près du bord de l'eau, sur une berge. Ils croissent et restent généralement dans de la boue immergée sous moins de 5 cm d'eau. Ils continuent de vivre dans ces zones, car elles offrent les plus grandes chances de survie aux larves et aux adultes à mesure qu'ils se développent. Les culicoïdes ne survivent pas longtemps après les premières gelées saisonnières.

## Signes cliniques
Les cerfs peuvent être infectés par des infections à MHE suraiguës, aiguës ou chroniques. Ils peuvent développer des signes cliniques dès 7 jours après l’exposition, et ceux-ci se caractérisent le plus souvent par l’apparition soudaine de la maladie. En général, les cerfs infectés par la MHE perdent l'appétit, n'ont plus peur des humains, s'affaiblissent, présentent une salivation excessive, présentent un pouls augmenté, ont un rythme respiratoire rapide, montrent des signes de fièvre (ils ont alors tendance à rester dans des plans d'eau pour abaisser leur température corporelle), perdent connaissance et ont la langue bleue à cause du manque d'oxygène dans le sang. La tête et le cou des cerfs infectés peuvent enfler. L’une des caractéristiques les plus courantes des cerfs atteints de la forme chronique de la MHE est la chute ou la cassure des sabots provoquée par des interruptions de croissance. Les cerfs atteints de MHE chronique deviennent souvent boiteux à cause de ces problèmes de sabots. Après plusieurs semaines, une rémission est toutefois possible. Les cerfs atteints de la forme suraiguë de la maladie peuvent être en état de choc 8 à 36 heures après l'apparition des symptômes et sont retrouvés morts. La mort est également fréquente chez les cerfs atteints de MHE aiguë, qui est généralement comparable à la MHE suraiguë et se caractérise par une salivation excessive, un écoulement nasal et une hémorragie cutanée.
Les bovins qui développent la MHE présentent généralement des signes subcliniques. Ces infections sont moins graves que celles des cerfs, mais elles peuvent néanmoins engendrer de la fièvre, des ulcères buccaux, une salivation excessive, une boiterie et une inflammation de la bande coronaire du sabot. Les moutons développent rarement des signes cliniques et il n’a jamais été démontré que les chèvres infectées expérimentalement présentent des signes de MHE. En règle générale, la MHE ne tue pas le bétail, mais elle peut avoir un impact économique négatif sur le secteur en raison des effets de la maladie (perte de poids, boiterie)

## Prévention et contrôle

### Protection des étables
Réduire les populations de culicoïdes autour des étables est un bon moyen de réduire le risque de transmission de la maladie. Pour « protéger » une étable contre ces diptères, plusieurs précautions doivent être prises. Il est possible d’ajouter des grillages à mailles très fines pour limiter l'entrée des insectes. En plus du grillage, des ventilateurs peuvent être placés stratégiquement dans l'étable afin de perturber leur vol. La suppression des plans d'eau autour des élevages où les culicoïdes peuvent se reproduire est également essentielle (ils peuvent se reproduire dans des bassins aussi petits qu’une empreinte de sabot). Fournir un substrat bien drainé et résistant à la formation de flaques peut empêcher les moucherons de se reproduire.

### Consommation d'animaux infectés
Il a été démontré que la MHE n'affecte pas les humains, ni qu'elle puisse être contractée par des piqûres de culicoïdes ou par la consommation de viande infectée par le virus. La MHE est exclusive aux ruminants, et aucun cas de non-ruminants présentant des signes ou des symptômes liés à la MHE n’a été signalé.